# Dodonaea ceratocarpa
Dodonaea ceratocarpa Endl.  är en kinesträdsväxt.
Dodonaea ceratocarpa ingår i släktet Dodonaea och familjen kinesträdsväxter. 
Inga underarter finns listade i Catalogue of Life.